# Trichoglottis uexkuelliana
Trichoglottis uexkuelliana är en orkidéart som beskrevs av Johannes Jacobus Smith. Trichoglottis uexkuelliana ingår i släktet Trichoglottis och familjen orkidéer. Inga underarter finns listade i Catalogue of Life.